# سالی گاردنر در تاخت‌وتاز
سالی گاردنر در تاخت و تاز (به انگلیسی: Sallie Gardner at a Gallop) یکی از اولین فیلمهای صامت بود - یک تولید آزمایشی توسط عکاسی به نام «ادوارد مای بریج» در ۱۵ ژوئن سال ۱۸۷۸ که منجر به توسعه تصاویر متحرک شد. این تصویر متحرک شامل ۲۴ عکس می‌باشد. مای بریج و «لیلاند استانفورد» (صنعتگر و اسب سوار) در تهیه این تصاویر متحرک نقش داشته‌اند. هدف تولید آن این بود که آیا در تاخت و تاز سریع اسب، چهار پایش به‌طور کامل از زمین کنده می‌شود و به زمین برخورد نمی‌کند یا این فقط خطای دید انسان است.